# 寧波軌道交通

今の寧波軌道交通

2027年な路線網(寧波市)

寧波軌道交通（ねいはきどうこうつう、中文表記: 宁波轨道交通、英文表記: Ningbo Rail Transit）は、中国浙江省寧波市の地下鉄システムである。

## 沿革
- 2006年11月 建設を決議される。
- 2006年12月 寧波軌道交通集団有限公司設立される。
- 2009年6月26日 1号線が着工される。
- 2010年12月23日 2号線が着工される。
- 2014年5月30日 1号線の高橋西駅-東環南都駅が試運転開業。[1]
- 2014年12月23日 3号線が着工される。
- 2015年9月26日 2号線の櫟社国際空港駅-清水浦駅が試運転開業。
- 2016年3月19日 1号線の東環南路駅-霞浦駅が正式開業。
- 2019年6月30日 3号線の大通橋駅-高塘橋駅が正式開業[2]。
- 2019年9月28日 奉化線の高塘橋駅-明輝路駅が正式開業。3号線との直通運転が行われる[3]。
- 2020年5月30日 2号線の清水浦-聡園路が正式開業。
- 2020年9月27日 奉化線の高塘橋-金海路が正式開業。
- 2020年12月23日 4号線の慈城-東銭湖が正式開業。
- 2021年12月28日 5号線の布政-興荘路が正式開業。
- 2022年12月1日 2号線の聡園路-紅聯が正式開業。

## 運営中の路線
| 色 | 路線名 | 営業区間            | 駅数 | 営業キロ | 開通日         | 編成両数 | 車両製造所   |
| -- | ------ | ------------------- | ---- | -------- | -------------- | -------- | ------------ |
|    | 1号線  | 高橋西-霞浦         | 29駅 | 46.2km   | 2014年05月30日 | 19m*6両  | 中車株洲機車 |
|    | 2号線  | 櫟社国際機場-紅聯   | 27駅 | 35.8km   | 2015年09月26日 | 6両      | 中車株洲機車 |
|    | 3号線  | 金海路 - 大通橋     | 29駅 | 37.45km  | 2019年6月30日  | 6両      | 中車株洲機車 |
|    | 4号線  | 慈城西-国際会議中心 | 25駅 | 37.36km  | 2020年12月23日 | 6両      | 中車株洲機車 |
|    | 5号線  | 布政-駱駝橋         | 22駅 | 36.6km   | 2021年12月28日 | 6両      | 中車株洲機車 |
|    | 8号線  | 寒松路-開元路       | 18駅 | 22.6km   | 2025年6月30日  | 6両      | 中車株洲機車 |

## 事業中の路線
| 色 | 路線名 | 工事名 | 工事区間          | 駅数 | キロ程 | 着工          | 開通予定 | 可決文書                                             |
| -- | ------ | ------ | ----------------- | ---- | ------ | ------------- | -------- | ---------------------------------------------------- |
|    | 6号線  | 一期目 | 寧波西駅-紅聯     | 24駅 | 38.6km | 2022年6月28日 | 2027年   | 『寧波市都市軌道建設交通第三期建設規画(2020-2025)』  |
|    | 7号線  | 本線   | 雲龍-兪範         | 25駅 | 38.8km | 2022年1月5日  | 2026年   | 『寧波市都市軌道建設交通第三期建設規画(2020-2025)』  |
|    | 8号線  | 一期目 | 下応南-寒松路     | 1駅  | 1.24km | 2022年1月5日  | 2025年中 | 『寧波市都市軌道建設交通第三期建設規画(2020-2025)』  |
|    | 10号線 |        | 孔浦-慈谿火車站駅 | 13駅 | 63.6km | 2022年11月2日 | 2026年   | 『揚子江デルタ地区交通運輸更に高質量一体化発展規画』 |
|    | 12号線 |        | 小洋江-大目湾     | 10駅 | 62.4km | 2022年1月14日 | 2027年   | 『揚子江デルタ地区交通運輸更に高質量一体化発展規画』 |

## 計画中の路線
| 色 | 路線名 | 工事名     | 区間          | 駅数 | キロ程 | 進捗状況 | 可決文書                                            |
| -- | ------ | ---------- | ------------- | ---- | ------ | -------- | --------------------------------------------------- |
|    | 1号線  | 西延伸路線 | 高橋西-石路頭 | 1    | 1.5km  | 計画評定 | 『寧波市都市軌道建設交通第三期建設規画(2020-2025)』 |

## 参考
1. ↑  “1号线一期工程车辆及牵引系统举行合同谈判” (中文). 2012年10月20日閲覧。
2. ↑  “宁波轨交3号线一期6月30日试运营 你想了解的信息都在这-新闻中心-中国宁波网”. news.cnnb.com.cn (2019年6月20日). 2019年6月22日閲覧。
3. ↑  “官宣！宁奉线首通段28日运营 与地铁3号线一期无缝换乘-新闻中心-中国宁波网”. news.cnnb.com.cn (2019年9月18日). 2019年9月18日閲覧。